# Distretto di Tarn Taran
Il distretto di Tarn Taran è un distretto del Punjab, in India. È situato nella divisione di Jalandhar e il suo capoluogo è Tarn Taran.

## Storia
Il distretto è stato creato nel 2006 separandolo da quello di Amritsar.

## Città e villaggi
I villaggi e le città del distretto di Tarn Taran includono:
- Patti
- Mohanpur
- Munda Pind
- Dhotian
- Jamarai
- Bhail
- Johal
- Johal Dhai Wala
- Lohar
- Gharka
- Sangatpur
- Rani Walah
- Brahmpur
- Chohla Sahib
- Kulla
- Khadur Sahib
- Rataul
- Kotli
- Behla
- Daburji
- Bath
- Dasoowal
- Jalalabad
- Jandiala
- Kad gill kalan
- Chabal Kalan
- Naushehra Pannuan
- Mohanpur
- Sheron
- Sarhali
- Sarhali Khurd
- Bhikhiwind
- Khalra
- Jandoke
- Dhollan
- Thatthi
- Rajoke
- Lakhna
- Kalia Sataktra
- Vaan
- Khem Karan
- Goindwal Sahib
- Panjwar
- Chohla Sahib
- Teja Singhwala
- Chhina
- Sur Singhwala
- Cheema Kalan
- Sarli Kalan
- Sarli Khurd
- Thathi Khara
- Narli
- Narla
- Valtoha
- Khalra
- Gaggobua
- Naurangabad
- Palasour
- Padhari Kalan
- Padhari Khurd
- Jaura
- Bahmniwala
- Uboke
- Mughalwala
- Manihala Jai Singh
- Pahuwind
- Chela
- Gharyala
- Cheema Khurd
- Sarai Amanat Khan
- Gandiwind
- Bagrian
- Tur Sahib
- Rattoke
- Varpal
- Bala Chak
- Gohalwar Varpal
- Fatehabad
- Saido
- Amishah
- Mari Megha
- Sohal
- Lalu Ghumman
- Kila Kavi Santokh Singh
(formerly Sarai Nurdin)
- Dall
- Aliwal
- Gazal
- Vairowal
- Thathi Jaimal Singh
- Assal Uttar
- Mugal Chack Pannuan
- Vain Poin (Apneet Singh wala)
- Mughal Chak Gill
- Kad Gill
- Kakka Kandiala
- Dilawalpur
- Mari kamboki